# Soline (prénom)
Pour les articles homonymes, voir Soline.
Soline est un prénom féminin, principalement fêté le 17 octobre.

## Étymologie
Soline vient du latin Solemnia, pluriel de sollemne « fête » ou « cérémonie religieuse », d'où l'idée de « solennité ».

## Popularité du prénom
Depuis le début du XXe siècle, plus de 3 000 Françaises ont été prénommées Soline.
Ce prénom a atteint le sommet de sa popularité en 2008 avec 199 naissances, ce qui trouve un écho avec l'année de première diffusion (2007) de la série télévisée française Fais pas ci, fais pas ça, dans laquelle l'une des principales protagonistes porte ce prénom.

## Personnalité portant ce prénom
- Soline Lamboley, cycliste (née en 1996)